# Ják
Ják (DUits: Jaak, Sankt Georgen of Sankt Jörgn) is een dorp in Hongarije en ligt vanuit Szombathely 11 km in zuidelijke richting in het comitaat Vas. Te Ják staat de grootste romaanse kerk van Hongarije.

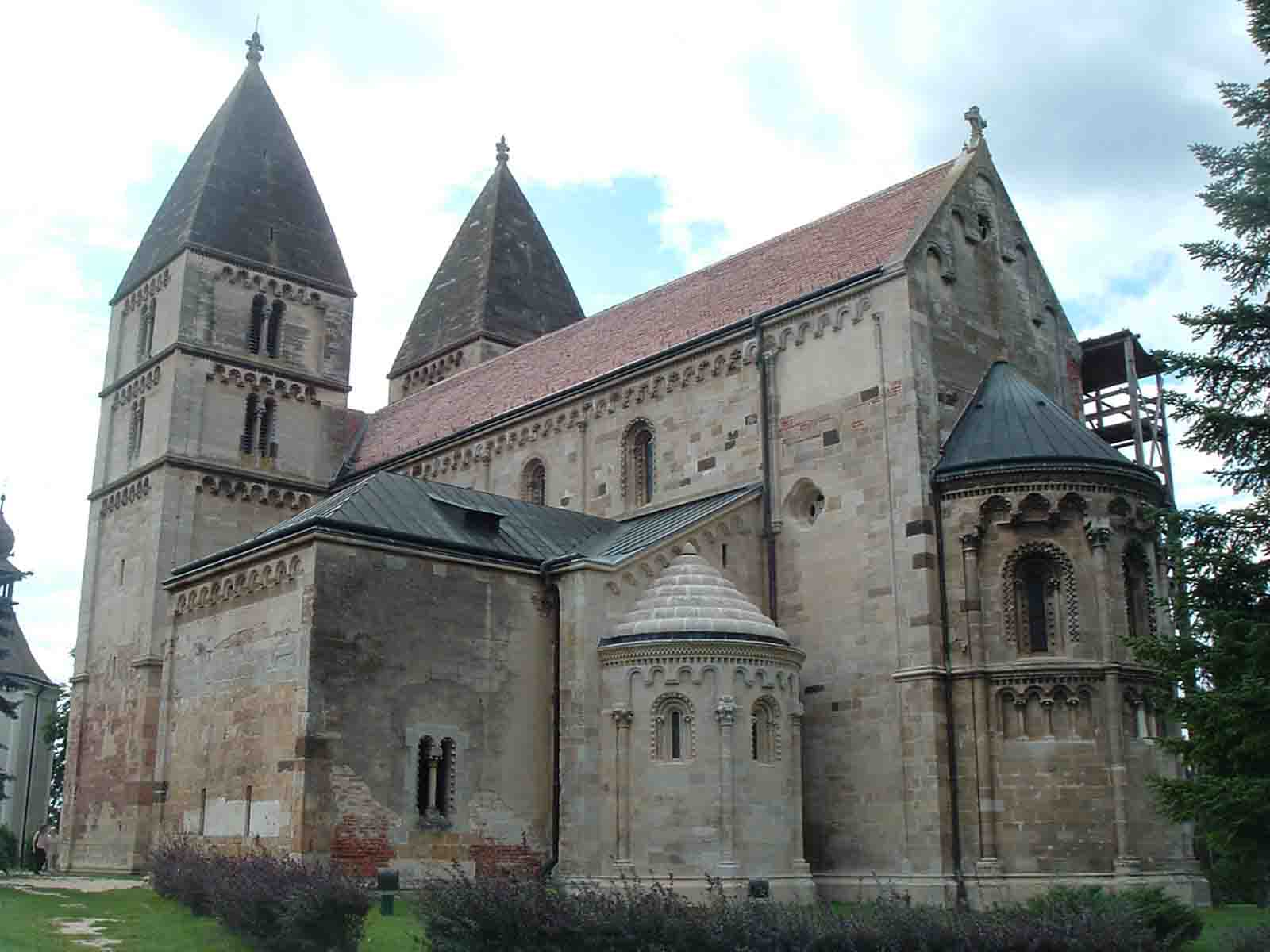
De kerk van Ják

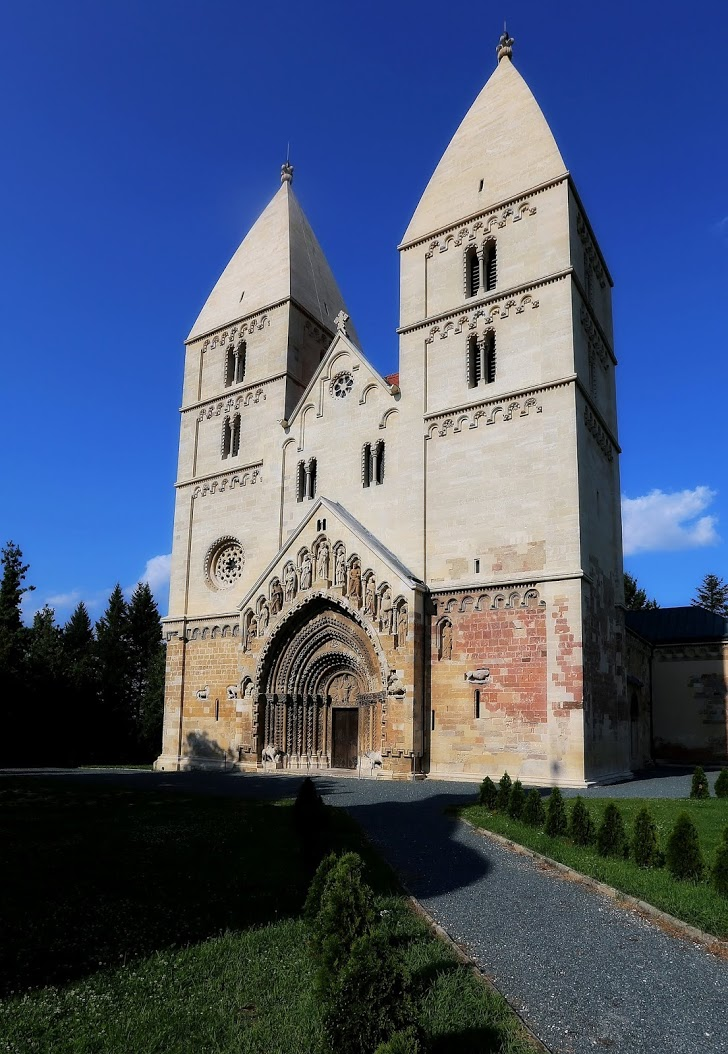

De kerk van Ják stamt uit de Árpáden-periode - midden 13e eeuw - en heeft een evenwichtige voorgevel met twee torens, waartussen het rijk bewerkte portaal is gelegen dat zijn romaanse oorsprong duidelijk prijsgeeft. De kerk is verschillende keren zwaar beschadigd geweest, maar tussen 1896 en 1904 weer in de oorspronkelijke stijl gerenoveerd. In de nissen rond het hoofdportaal zien we Christus en de 12 apostelen.
Aan de westkant van deze benedictijnen-abdijkerk staat de Sint-Jakobskapel. Ze stamt uit dezelfde tijd en heeft een toren met uivormige torenspits.